# Test vzdálených asociací
Test vzdálených asociací (původním názvem Remote Associates Test – RAT), vyvinutý v 60. letech Sarnoffem Mednickem, je nástroj užívaný k určení tvůrčího potenciálu člověka, tedy jeho kreativního myšlení. Test obvykle trvá čtyřicet minut a obsahuje třicet až čtyřicet položek. Každá položka se skládá ze tří slov, které jsou na první pohled zdánlivě nesouvisející. Testovaná osoba má za úkol doplnit čtvrté slovo, které je nějakým způsobem spojeno s každým z prvních třech slov. Procesem kreativního myšlení je zde myšleno uvažování člověka, které vede k nacházení vztahů a souvislostí mezi vzájemně vzdálenými myšlenkami či skutečnostmi. 

## Vývoj
Test RAT (Remote Associates Test), forma pro dospělé, byla původně publikována v roce 1959 a poté opět v roce 1962 profesorem Sarnoffem Mednickem a Martou T. Mednickovou. V roce 1971 publikovali Mednick a Mednicková formu RAT pro střední školy. Mednick a Mednicková také definovali proces kreativního myšlení v testovacím manuálu jako "vytváření asociativních prvků do nových kombinací, které buď splňují stanovené požadavky, nebo jsou nějakým způsobem užitečné. Čím více se vzájemně oddělují prvky nové kombinace, tím je kreativnější proces nebo řešení“ . Spearman-Brownova reliabilita testu RAT byla 0,92 u jednoho vzorku studentů na Eastern women’s college a 0,91 ve vzorku mužů testovaných na University of Michigan.

## Formy RAT
Existují dvě formy RAT pro dospělé a dvě formy pro studenty, každá z nich se skládá ze třiceti položek. Respondent má k provedení testu 40 minut. Každá položka obsahuje tři zdánlivě nesouvisející slova. Úkolem probandů je vyprodukovat vzdálenou asociaci k zadané trojici slov, tedy najít (prostřednictvím kreativního procesu) čtvrté slovo, které tato tři vzorová slova spojuje, nebo s každým z nich lze spojit smysluplným způsobem. Výsledné slovo pak může se vzorovými souviset odlišnými způsoby, může se jednat o synonyma, skládání slov, či sémantickou podobnost. Spojení mezi slovy bývá vzdálenější a méně běžné a jeho odhalení vyžaduje, aby participant zapojil jiné myšlení než běžné analytické. Výsledné skóre participanta je pak počet správných odpovědí.
V roce 2003 Bowden a Jung-Beeman vytvořili sadu 144 RAT položek. Oproti původní verzi RAT, kde může být hledané slovo v různém vztahu k předchozím třem slovům (synonymum, slovní spojení, apod.), jsou tyto položky koncipované tak, aby se jednalo vždy o stejný druh vztahu.
Podle Madnicka by měl být kreativní člověk schopen vymýšlet slova s vyšším podílem vzdáleně asociovaných slov souvisejících s předloženým slovem. Pokud bychom například uvedli jakožto vzorové slovo „křeslo“, kreativní člověk by volil spíše slova jako „parlament“, „zubař“, nebo „poprava“, zatímco člověk s malou kreativitou by vyslovil nejspíše „sedět“, nebo „židle“.

### Příklady položek[3]
| Widow, Bite, Monkey | Room, Blood, Salts |  |  |
| ------------------- | ------------------ |  |  |
| spider              | bath               |  |  |
|                     |                    |  |  |
|                     |                    |  |  |

## Validita
Podle Mednicka by RAT mohl být použit k otestování "všech oblastí tvůrčího úsilí" a naznačuje, že ti, kteří vynikají na RAT, budou mít kreativní nadání například i ve vědách. Mednick také navrhl, aby tento test byl použit k výběru studentů z rodin s nižšími příjmy, aby byli přijati do speciálních vzdělávacích programů. Neexistují však žádné údaje, které by ukazovaly, že studenti, kteří si vedli v testu RAT dobře, vynikají v jakémkoli konkrétním předmětu, což vedlo ke kritice platnosti RAT. Worthen a Clark (1971) dospěli k závěru, že RAT měří spíše cit pro jazyk než kreativní potenciál jedince. Správná odpověď je často nejčastější odpovědí a nepropojuje další tři slova jakýmkoli koncepčním způsobem. Worthen a Clark vylepšili RAT a vytvořili nástroj Functionally Remote Associates Test (FRAT), který závisí na funkčních vztazích mezi jednotlivými slovy.

## Konvergentní myšlení
Konvergentní, neboli sbíhavé myšlení směřuje od počátku k jednomu, tomu nejsprávnějšímu řešení. Opakem konvergentního myšlení je divergentní myšlení, které vede ke vzniku většího množství nových řešení problému a bývá považováno za jeden z významných předpokladů kreativity. Množství výzkumů ovšem zdůrazňuje i úlohu konvergentního myšlení, neboť vytváření kreativních řešení závisí na souhře obou doplňujících se procesů. Konvergentní myšlení jsou tedy spolu s divergentním myšlením základními složkami kreativity.
Skutečnost, že k položkám v testu RAT existuje vždy pouze jedna správná odpověď, činí z metody test konvergentního myšlení. Taft a Rossiter také prokázali, že konvergentní testy (včetně verbálních i kvalitativních IQ testů) korelovali s RAT silněji než s testy divergentního myšlení.
Konvergentní myšlení je ovšem chápáno spíše jako způsob uvažování, který se využívá při jiném typu řešení problémů, než to, kde je kreativita vyžadována. Konvergentní povaha RAT položek tedy nasvědčuje, že test měří spíše exekutivní funkce jedince, bližší inteligenci než asociativnímu myšlení. 

## Kritika
Hlavní kritika vyplývá z nejasností ohledně toho, co konkrétně tedy test vlastně měří. Test podle kritiků nevyžaduje kombinování myšlenek novými způsoby, ale osoby musí hledat sice vzdálenou, ale zpravidla konvenční asociaci ke vzorovým slovům, což vyžaduje spíše než zapojení tvořivosti určitou úroveň krystalické a verbální inteligence. Nicméně to je v zásadě ve shodě s pojetím kreativity Mednicka. Kreativita podle něj spočívá spíše ve vysoké úrovni schopností, než ve volbě jiných strategií.

## Shrnutí
Navzdory původnímu záměru, aby byl RAT použit jako měřítko individuálních rozdílů v asociativní schopnosti, RAT se užívá jako samostatný test kreativity. Tento test byl použit k posuzování širšího rozsahu kognitivních schopností, které vedou k podtržení tvůrčího myšlení.
V průběhu let byl RAT použit k posouzení různých kognitivních schopností spojených s kreativitou včetně například paměti a stylu řešení problémů (využívá se ke studiu vztahu mezi tvořivostí a REM spánkem, periferní pozorností, nedostatkem pozornosti, pamětí a duševním onemocněním). V meta-analýze, která zkoumala 45 studií týkajících se tvořivosti je RAT zobrazen jako druhý nejpoužívanější standardizovaný test.
Zda by měl být RAT použit a interpretován jako míra asociativního zpracování, konvergentního myšlení a / nebo kreativního myšlení zůstává otevřenou otázkou z teoretických i empirických důvodů. V současné době je obtížné určit správné používání RAT, protože neexistují další empirické studie zkoumající vnitřní a vnější strukturu RAT. Závěry z jedné studie poskytují důkazy pro RAT jako konvergentní myšlenkový test, ale ještě je ještě třeba rozumět, zda jde o potenciální dílčí procesy konvergentního myšlení, které by byly hodnoceny RAT a jak jsou tyto procesy propojeny se skutečnou kreativitou chování.